# EPA Larnaka
Enosis Pezoporikoy Amol (gr. Ένωσις Πεζοπορικού Αμολ) – cypryjski klub piłkarski z siedzibą w mieście Larnaka.

## Osiągnięcia
- Mistrz Cypru (3): 1945, 1946, 1970
- Wicemistrz Cypru (5): 1939, 1947, 1950, 1952, 1972
- Puchar Cypru (5): 1945, 1946, 1950, 1953, 1955
- Finał pucharu Cypru (3): 1951, 1968, 1985
- Superpuchar Cypru: 1955

## Historia
Klub założony został w 1930 roku w wyniku połączenia klubów Pezoporikos i AMOL Larnaka. EPA Larnaka jest członkiem założycielem cypryjskiej federacji piłkarskiej oraz klubem, który wziął udział w pierwszych mistrzostwach Cypru w sezonie 1934/35.
Kilka lat później w mieście reaktywowano klub Pezoporikos. Najlepszym okresem klubu były lata 40, kiedy EPA w sezonie 1944/45 i 1944/46 dwa razy z rzędu zdobył mistrzostwo Cypru. W 1970 roku klub jako mistrz Cypru zagrał w pierwszej lidze greckiej. EPA w swojej historii pięciokrotnie zdobył Puchar Cypru. W 1994 roku EPA Larnaka połączył się z klubem Pezoporikos Larnaka tworząc nowy klub – AEK Larnaka.

## Europejskie puchary
Legenda do wszystkich tabel:
- Q – runda eliminacyjna, 1/16, 1/8, 1/4, 1/2 – odpowiednia faza rozgrywek, Grupa – runda grupowa, 1r gr – pierwsza runda grupowa, 2r gr – druga runda grupowa, F – finał, R – runda, PO – play-off
- k. – rzuty karne, los. – losowanie, Dogr. – dogrywka, w. – zasada bramek strzelonych na wyjeździe

| Sezon   | Rozgrywki     | Runda | Przeciwnik               | Dom | Wyjazd | Ogólnie |
| ------- | ------------- | ----- | ------------------------ | --- | ------ | ------- |
| 1970/71 | Puchar Europy | 1R    | Borussia Mönchengladbach | 0–6 | 0–10   | 0–16    |
| 1972/73 | Puchar UEFA   | 1R    | Ararat Erywań            | 0–1 | 0–1    | 0–2     |
| 1987/88 | Puchar UEFA   | 1R    | Victoria Bukareszt       | 0–1 | 0–3    | 0–4     |